# Maeghan Major
Maeghan Major (née en 1984) est une wakeboardeuse américaine qui a remporté plusieurs championnats du monde.

## Palmarès
Maeghan Major remporte sa première médaille d’or aux X Games à l'âge de quinze ans. Elle est deux fois championne du monde et fait partie des meilleures wakeboardeuse,.

## Activités professionnelles
Maeghan Major possède maintenant un magasin dont l'activité et liée au wakeboard, ainsi qu'une école dans cette discipline.